# 南稍門駅
南稍門駅（なんしょうもん-えき）は中華人民共和国陝西省西安市碑林区に位置する西安地下鉄2号線の駅である。

## 駅周辺
- 小雁塔
- 西安博物院

## 歴史
- 2011年9月28日 - 試運転開通

## 隣の駅
西安地下鉄
■2号線
永寧門駅 - 南稍門駅 - 体育場駅